# Драчёво (Владимирская область)
Драчёво — село в Селивановском районе Владимирской области России, входит в состав Малышевского сельского поселения.

## География
Село расположено близ автодороги Владимир — Муром — Арзамас в 6 км на юго-восток от центра поселения села Малышево и в 25 км на юг от райцентра рабочего посёлка Красная Горбатка.

## История
По писцовым книгам 1628-30 годов село Драчёво значится за стольником Василием Ивановичем Нагим, а до него было за князем Фёдором Ивановичем Мстиславским; в то время в селе была церковь Собор Архистратига Михаила — ветха — строение вотчинников; при церкви священник, пономарь и просвирница; пашни церковной по 20 четвертин в поле; в селе двор приказчиков и 44 двора крестьянских. Дальнейшие сведения о церкви в Драчёве довольно спутанны. В окладных книгах Рязанского епископа за 1676 год в Драчёве значится церковь Казанской Божией Матери; отсюда можно заключить, что бывшая здесь в 1628-30 годах церковь была перестроена и по перестройке освящена в честь другого праздника. Но с другой стороны, в Драчёвской церкви сохранялся антиминс, освящённый для Архангельского храма в 1680 году Рязанским митрополитом Иосифом. В таком случае можно думать, что около 1680 года в Драчёве был возобновлён и бывший прежде Архангельский храм. Деревянная Архангельская церковь сохранялась до середины XX века, когда и была утрачена.
Казанская церковь в Драчёве выстроена в 1847 году и по стилистике относится к так называемой «Тоновской архитектуре» — её формы и планировка явно соответствуют печатному альбому К. А. Тона и византийско-русскому стилю официальной архитектуры.
В конце XIX — начале XX века село являлось центром Драчёвской волости Меленковского уезда.
С 1929 года и вплоть до 2005 года село являлось центром Драчёвского сельсовета Селивановского района.
До 2015 года в селе действовала Драчёвская начальная общеобразовательная школа и детский сад № 12 «Золотой ключик».

## Население
| 1859 | 1905 | 1926 | 2002 | 2010 | 2021 |
| ---- | ---- | ---- | ---- | ---- | ---- |
| 630  | ↘498 | ↗531 | ↗546 | ↘487 | ↗540 |

## Инфраструктура

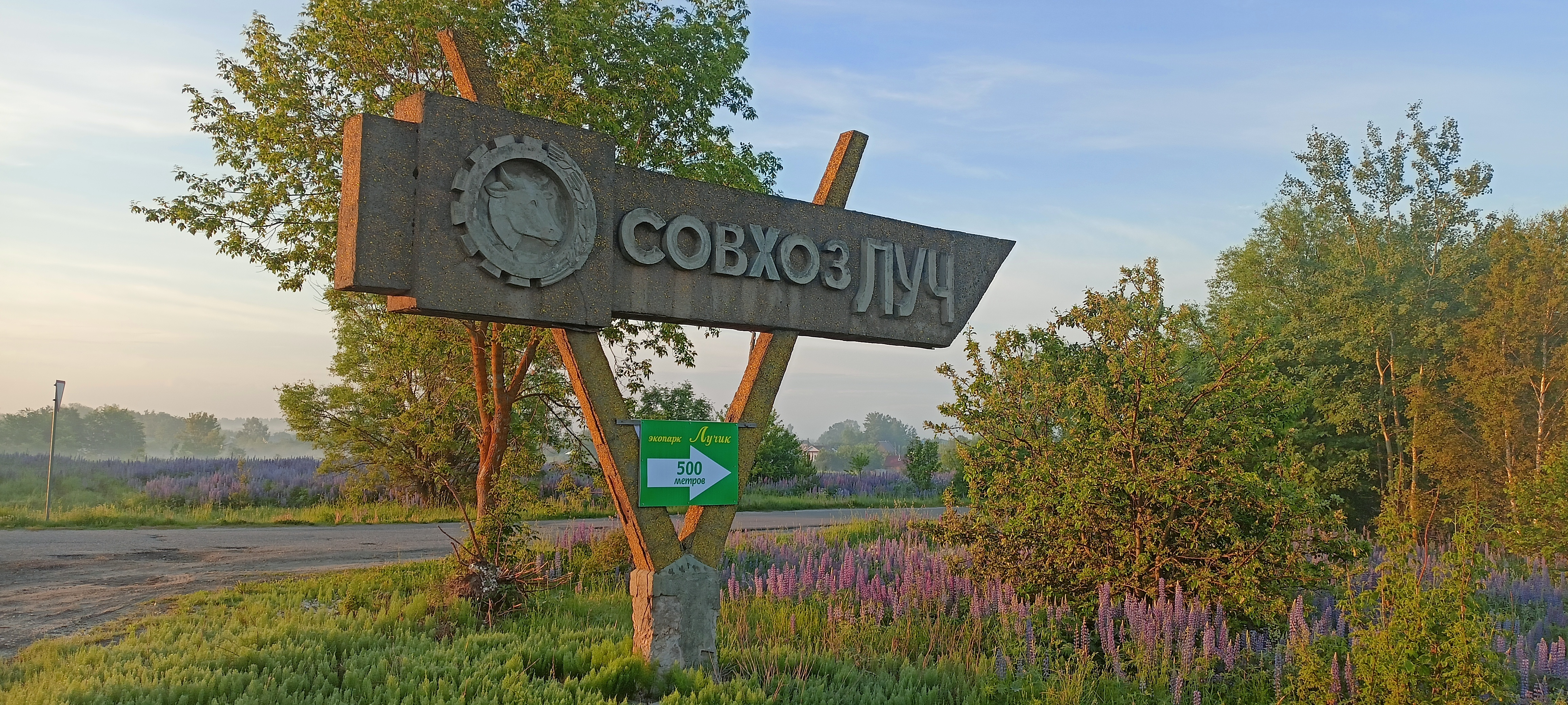
стела у въезда в село

В селе имеются сельский клуб, амбулатория, отделение почтовой связи 602350, сельхозпредприятие СПК «Луч».

## Достопримечательности
В селе находится недействующая Церковь Казанской иконы Божией Матери (1847).